# Fabio Cinti
Fabio Cinti (Ceprano, 20 luglio 1977) è un cantautore italiano.
La sua produzione è caratterizzata da una particolare attenzione ai testi. Ha collaborato con Morgan, Franco Battiato e Paolo Benvegnù.

## Biografia
Musicista e cantautore, collabora fin dagli esordi con il drammaturgo Mauro Mazzetti con il quale produce Appunti per un magnifico presente (Musica per lavare i piatti), raccolta di musiche scritte per il teatro.
La collaborazione con Morgan, oltre a un’intensa attività dal vivo, porta alla produzione di una parte del primo album: L'Esempio delle Mele (Sounday/Self, 2011). In questo lavoro compaiono anche Pasquale Panella (autore del testo Il punto di vista), Livio Magnini (Bluvertigo), Massimo Martellotta (Calibro 35), Lucio Bardi, Massimo Spinosa, Elisa Rossi. Dopo tre mesi l'album entra nella classifica di Rockit Top Album 1997-2012.
Il minuto secondo, arriva l’anno dopo, nel 2012 (Sounday/Venus). When I’m laid in earth di Henry Purcell è cantata in duetto con Lele Battista.
Nello stesso anno l’editore monzese TranTran pubblica il suo primo romanzo, Un anno d’amor(gan).
Nel 2013 apre alcune date dell'Apriti Sesamo Tour di Franco Battiato: nell'ottobre dello stesso anno esce il terzo album, Madame Ugo (Mescal/Self), che contiene 9 brani inediti di Fabio Cinti e un inedito firmato proprio da Franco Battiato, "Devo". Hanno partecipato al disco Paolo Benvegnù, Davide Ferrario, Alessandro Deidda (Le Vibrazioni), Yuri Beretta e Lele Battista che con il chitarrista Giovanni Mancini ha curato la produzione artistica. Collabora alla realizzazione di Sheepwolf, il secondo album di Violante Placido.
Il 24 giugno 2014 esce, sempre per Mescal, Tutto t'orna: una raccolta (uscita solo in vinile e in formato digitale) di 11 brani tratti dai tre album precedenti riproposti con arrangiamento per quartetto d'archi, pianoforte e chitarra acustica. A dirigere la sessione di registrazione è il Maestro Carlo Carcano (musicista). Entra a fianco di Morgan in X-Factor nel ruolo di producer musicale.
All'inizio del 2015 scrive le musiche per lo spettacolo Il dubbio. Qui. Intorno., regia di Roberto Bonaventura. Tre dramaticules di Samuel Beckett, “Catastrofe”, “Passi” e “Improvviso nell’Ohio” per la regia di Roberto Bonaventura, con Donatella Bartoli e Alessio Bonaffini.
A marzo del 2015 esce (prima in free download, in anteprima su Rockit.it) un ep di cinque brani elettronici intitolato FQ. E, a dicembre, The thin lie, album scritto, prodotto e interpretato da Cinti insieme a Irene Ghiotto. I testi stavolta sono interamente in inglese.
Alla fine del 2015 apre tutte le date del Mr. Newman Tour degli Scisma (tour che segna il loro ritorno dopo vent'anni).
A settembre del 2016 esce Forze elastiche, quarto album di inediti, sesto lavoro in studio. Prodotto da Paolo Benvegnù (che firma assieme a Cinti "Io Milano di te" e mette la voce in altre due canzoni), contiene un brano cantato interamente da Nada Malanima e la partecipazione di The Niro, Massimo Martellotta, Alessandro Grazian. Accolto con favore dalla critica, è considerato un album ambizioso e stratificato che segna una svolta stilistica e espressiva rispetto ai modelli dei precedenti lavori.. La copertina dell'album, la cui fotografia è stata scattata da Giuseppe Palmisano (alias iosonopipo), è stata oggetto di discussione e di censura su Facebook che ha portato alla rimozione del profilo personale dell'artista sul social.
A Fabio Cinti è dedicata una puntata di Studio XXXV Live in onda su Sky Arte: un'intervista e un breve live acustico girato negli studi di Cinecittà poi trasmessa anche da Radio Popolare.  E sempre su Sky Arte partecipa, assieme a Morgan, alla monografia su La Voce del Padrone per la serie “33 giri - Italian Masters”.
Nella primavera del 2018 esce La voce del padrone - un adattamento gentile (Private Stanze/Audioglobe), una rilettura per quartetto d'archi, pianoforte e voce del celebre album di Franco Battiato, che a luglio dello stesso anno vince la Targa Tenco 2018 nella categoria Interprete di canzoni non proprie.

## Stile e influenze
La personalità artistica di Fabio Cinti si costruisce su fondamenta classiche, dai Pink Floyd al britpop dei Divine Comedy, dai cantautori e dal progressive italiano delle Orme alle melodie pop di Graham Nash o di Elvis Costello, fino a una conoscenza - anche reinterpretata negli album Il Minuto Secondo e Tutto t’orna - della musica classica barocca. Ma, specie nei primi album, è influenzato soprattutto dalla personalità di Franco Battiato e dalla collaborazione e frequentazione con Morgan con il quale ha spesso condiviso anche pubblicamente la passione per David Bowie e Lou Reed. Di conseguenza, l’interpretazione, gli arrangiamenti e i testi delle sue canzoni sono contraddistinti sempre da una evidente ricercatezza.

## Discografia

### Album
- 2003 - Appunti per un magnifico presente (Musica per lavare i piatti) (I Figli Belli)
- 2011 - L'esempio delle mele (Sounday/Self)
- 2012 - Il minuto secondo (Sounday/Venus)
- 2013 - Madame Ugo (Mescal/Self)
- 2014 - Tutto t'orna (Mescal/Believe Digital)
- 2015 - FQ (Ep - Mescal/Believe Digital)
- 2015 - The thin lie (Marvis LabL/Believe Digital) - come Projectmarvis
- 2016 - Forze elastiche (Marvis LabL/Goodfellas)
- 2018 - La voce del padrone - un adattamento gentile (Private Stanze/Audioglobe)
- 2019 - In/Out di Fabio Zuffanti (Cinti è cantante e coautore dell'album - AMS Records)
- 2020 - Al blu mi muovo  (Private Stanze/Audioglobe)
- 2024 - Guardate com'è rossa la sua bocca ~ 8 canzoni di Angelo Branduardi per pianoforte e voce (in duo con Alessandro Russo - AMS Records)

### Duetti
- 2013 - Inverno con Elisa Rossi (tratto dall’album Il Dubbio, prodotto dallo stesso Cinti)
- 2018 - Ogni giorno in più con Alessandro Orlando Graziano (tratto dall’album Voyages Extraordinaires)
- 2021 - Segnali di vita (di F. Battiato) con Morgan (tratto dall’album Invito al viaggio. Concerto per Franco Battiato)